# Prva slovenska nogometna liga 2016-2017
La Prva slovenska nogometna liga 2016-2017 (in lingua italiana: Primo campionato calcistico sloveno 2016-2017), detta anche Prva liga Telekom Slovenije 2016-2017 per motivi di sponsorizzazione, abbreviata in 1. SNL 2016-2017, è stata la ventiseiesima edizione della massima serie del campionato di calcio sloveno, disputata tra il 16 luglio 2016 e il 3 giugno 2017 e conclusa con la vittoria del Maribor, al suo quattordicesimo titolo.
Capocannoniere del torneo fu John Mary (Rudar Velenje), con 17 reti.
Nel ranking UEFA 2016-17, la 1. SNL si piazzò al 31º posto (30º nel quinquennale 2012-2017).

## Stagione

### Novità
Al termine della stagione precedente il Krka, ultimo classificato, è stato retrocesso in 2. SNL assieme al Zavrč perdente dello spareggio salvezza-promozione. È stato promosso in 1. SNL il Radomlje, classificatosi al primo posto in 2. SNL 2015-2016 e anche l'Aluminij vincente dello spareggio salvezza-promozione.

### Formula
Le squadre partecipanti sono dieci e disputano un doppio girone di andata e ritorno per un totale di 36 partite.

La squadra campione di Slovenia è ammessa al secondo turno di qualificazione della UEFA Champions League 2016-2017.

Le squadre classificate al secondo e terzo posto, così come la vincitrice della coppa nazionale, sono ammesse al primo turno di qualificazione della UEFA Europa League 2016-2017.

La penultima classificata disputa uno spareggio promozione-retrocessione contro la seconda classificata della 2. SNL mentre l'ultima classificata retrocede direttamente in 2. SNL.

## Squadre partecipanti
| Club            | Città       | Stadio                      | Stagione 2015-2016   |
| --------------- | ----------- | --------------------------- | -------------------- |
| Aluminij        | Kidričevo   | Kidričevo Športni Park      | 2º posto in 2. SNL   |
| Celje           | Celje       | Arena Petrol                | 5º posto in 1. SNL   |
| Domžale         | Domžale     | Domžale Sports Park         | 3º posto in 1. SNL   |
| Gorica          | Nova Gorica | Športni Park                | 4º posto in 1. SNL   |
| Koper           | Capodistria | Bonifika                    | 8º posto in 1. SNL   |
| Krško           | Krško       | Matije Gubca                | 6º posto in 1. SNL   |
| Maribor         | Maribor     | Ljudski vrt                 | 2º posto in 1. SNL   |
| Olimpia Lubiana | Lubiana     | Stadio Stožice              | Campione di Slovenia |
| Radomlje        | Radomlje    | Sports Park                 | 1º posto in 2. SNL   |
| Rudar Velenje   | Velenje     | Stadio municipale Ob Jezeru | 8º posto in 1. SNL   |

## Allenatori
| Club            | Allenatore                                                  |
| --------------- | ----------------------------------------------------------- |
| Aluminji        | Bojan Špehonja                                              |
| Domzale         | Luka Elsner (1ª-7ª) → Simon Rožman                          |
| Celje           | Robert Pevnik (1ª-12ª) → Igor Jovićević                     |
| Gorica          | Miran Srebrnič                                              |
| Koper           | Samir Zulić (1ª-9ª) Oliver Bogatinov (10ª-12ª) → Igor Pamić |
| Krsko           | Tomaž Petrovič                                              |
| Maribor         | Darko Milanič                                               |
| Olimpia Lubiana | Rodolfo Vanoli (1ª-7ª) → Luka Elsner                        |
| Radomlje        | Jani Žilnik                                                 |
| Rudar Velenje   | Slobodan Krčmarević                                         |

## Classifica
Fonte: sito ufficiale
|                     | Pos. | Squadra         | Pt | G  | V  | N  | P  | GF | GS | DR  |
| ------------------- | ---- | --------------- | -- | -- | -- | -- | -- | -- | -- | --- |
| Slovenia (bandiera) | 1.   | Maribor         | 73 | 36 | 21 | 10 | 5  | 63 | 30 | +33 |
|                     | 2.   | Gorica          | 60 | 36 | 16 | 12 | 8  | 48 | 39 | +9  |
|                     | 3.   | Olimpia Lubiana | 60 | 36 | 17 | 9  | 10 | 49 | 35 | +14 |
|                     | 4.   | Domžale         | 56 | 36 | 16 | 8  | 12 | 63 | 45 | +18 |
|                     | 5.   | Celje           | 55 | 36 | 15 | 10 | 11 | 48 | 39 | +9  |
|                     | 6.   | Koper           | 50 | 36 | 12 | 14 | 10 | 43 | 40 | +3  |
|                     | 7.   | Rudar Velenje   | 41 | 36 | 10 | 11 | 15 | 49 | 53 | -4  |
|                     | 8.   | Krško           | 39 | 36 | 8  | 15 | 13 | 39 | 50 | -11 |
|                     | 9.   | Aluminij        | 38 | 36 | 9  | 11 | 16 | 38 | 52 | -14 |
|                     | 10.  | Radomlje        | 13 | 36 | 1  | 10 | 25 | 23 | 80 | -57 |

Legenda:
      Campione di Slovenia e ammessa alla UEFA Champions League 2017-2018
      Ammesse alla UEFA Europa League 2017-2018
 Ammessa allo spareggio promozione-retrocessione
      Retrocessa in 2. SNL 2017-2018
Regolamento:
Tre punti a vittoria, uno a pareggio, zero a sconfitta.
La classifica viene stilata secondo i seguenti criteri:
- Punti conquistati
- Punti conquistati negli scontri diretti
- Differenza reti negli scontri diretti
- Reti realizzate negli scontri diretti
- Differenza reti generale
- Reti totali realizzate

Note:
Il Koper non ha ottenuto la licenza da parte della Federcalcio slovena ed è stato retrocesso nei campionato regionale. Questo rende inutile lo spareggio promozione-retrocessione fra Aluminij ed Ankaran Hrvatini.

## Risultati
|                     | Mar  | Oli  | Dom  | Cel  | Gor  | Rud  | Kop  | Krš  | Alu  | Rad  |
| ------------------- | ---- | ---- | ---- | ---- | ---- | ---- | ---- | ---- | ---- | ---- |
| Maribor             | –––– | 1–1  | 3–1  | 2–0  | 1–0  | 2–0  | 1–0  | 4–0  | 0–2  | 4–0  |
| Maribor             | –––– | 1–0  | 1–0  | 0–2  | 2–2  | 1–0  | 4–0  | 1–0  | 4–1  | 1–0  |
| Olimpia             | 1–3  | –––– | 1–0  | 1–0  | 1–0  | 0–2  | 0–1  | 3–1  | 3–0  | 2–0  |
| Olimpia             | 0–0  | –––– | 3–1  | 2–1  | 1–2  | 2–4  | 1–1  | 1–1  | 3–1  | 1–1  |
| Domžale             | 2–2  | 1–3  | –––– | 2–1  | 5–0  | 3–1  | 2–0  | 5–0  | 2–0  | 2–0  |
| Domžale             | 0–0  | 1–0  | –––– | 3–2  | 2–1  | 3–0  | 0–1  | 5–3  | 2–1  | 0–2  |
| Celje               | 0–3  | 0–1  | 2–1  | –––– | 1–0  | 4–0  | 1–1  | 0–3  | 1–0  | 0–0  |
| Celje               | 1–1  | 1–1  | 1–1  | –––– | 1–1  | 1–1  | 2–2  | 1–2  | 1–0  | 1–0  |
| Gorica              | 2–1  | 1–1  | 3–1  | 0–1  | –––– | 1–3  | 1–1  | 1–1  | 2–0  | 2–1  |
| Gorica              | 2–4  | 1–0  | 3–1  | 1–1  | –––– | 2–1  | 0–0  | 0–0  | 3–0  | 2–1  |
| Rudar               | 1–1  | 0–0  | 0–2  | 1–3  | 1–2  | –––– | 2–0  | 1–1  | 0–0  | 2–0  |
| Rudar               | 0–1  | 4–2  | 1–1  | 1–2  | 1–3  | –––– | 2–3  | 2–2  | 2–2  | 2–1  |
| Koper               | 1–2  | 1–2  | 1–3  | 2–1  | 0–0  | 1–4  | –––– | 1–0  | 1–0  | 3–0  |
| Koper               | 2–2  | 1–1  | 3–0  | 1–1  | 1–1  | 1–0  | –––– | 0–2  | 1–0  | 4–1  |
| Krško               | 1–2  | 1–2  | 1–1  | 1–0  | 1–0  | 1–0  | 0–0  | –––– | 2–2  | 1–1  |
| Krško               | 1–1  | 0–1  | 0–0  | 2–3  | 1–2  | 1–2  | 1–1  | –––– | 1–1  | 2–0  |
| Aluminj             | 0–0  | 0–3  | 0–4  | 2–4  | 0–0  | 0–3  | 0–0  | 3–0  | –––– | 2–1  |
| Aluminj             | 3–1  | 2–1  | 0–0  | 2–1  | 1–2  | 3–0  | 2–2  | 1–1  | –––– | 3–1  |
| Radomlje            | 0–3  | 0–2  | 0–5  | 0–3  | 2–4  | 2–2  | 1–3  | 2–2  | 2–2  | –––– |
| Radomlje            | 1–1  | 1–4  | 1–1  | 0–1  | 1–2  | 1–5  | 0–4  | 0–2  | 0–3  | –––– |
| Fonte: wildstat.com |      |      |      |      |      |      |      |      |      |      |

## Spareggio promozione-retrocessione
Grazie al fallimento del Koper, lo spareggio non si è reso necessario.
|                  | Risultati |                  | Luogo e data             |  |
| ---------------- | --------- | ---------------- | ------------------------ |  |
| Ankaran Hrvatini | n.d.      | Aluminij         | Ancarano, 1º giugno 2017 |  |
| Aluminij         | n.d.      | Ankaran Hrvatini | Kidričevo, 4 giugno 2017 |  |

## Statistiche

### Classifica marcatori
| Gol |  |  | Giocatore          | Squadra         |
| --- |  |  | ------------------ | --------------- |
| 17  |  |  | John Mary          | Rudar Velenje   |
| 16  |  |  | Dominik Glavina    | Rudar Velenje   |
| 15  |  |  | Luka Zahovič       | Maribor         |
| 15  |  |  | Dalibor Volaš      | Celje           |
| 14  |  |  | Miran Burgič       | Gorica          |
| 13  |  |  | Filip Dangubić     | Krško           |
| 11  |  |  | Milivoje Novakovič | Maribor         |
| 10  |  |  | Leon Benko         | Olimpia Lubiana |